# Warblewo (województwo zachodniopomorskie)
Warblewo (kaszb. Warblewò, niem. Varbelow) – wieś w Polsce położona w województwie zachodniopomorskim, w powiecie koszalińskim, w gminie Polanów.
W latach 1975–1998 miejscowość administracyjnie należała do województwa koszalińskiego.
Inne miejscowości z prefiksem Warbl / Werbl: Werblinia, Warblewo